# Puerto Concordia
Puerto Concordia est une municipalité située dans le département de Meta en Colombie.